# Conference League North 2009-2010
La Conference League North 2009-2010 è stata la 6ª edizione della seconda serie della Conference League. Rappresenta, insiema alla Conference League South, il sesto livello del calcio inglese ed il secondo del sistema "non-league". 

## Squadre partecipanti
| Squadra              | Città          | Stagione precedente                                             |
| -------------------- | -------------- | --------------------------------------------------------------- |
| AFC Telford United   | Telford        | 4º posto in Conference League North                             |
| Alfreton Town        | Alfreton       | 3º posto in Conference League North                             |
| Blyth Spartans       | Blyth          | 15º posto in Conference League North                            |
| Corby Town           | Corby          | 1º posto in Southern Football League Premier Division, promosso |
| Droylsden            | Droylsden      | 7º posto in Conference League North                             |
| Eastwood Town        | Eastwood       | 1º posto in Northern Premier League Premier Division, promosso  |
| Farsley Celtic       | Leeds          | 19º posto in Conference League North                            |
| Fleetwood Town       | Fleetwood      | 8º posto in Conference League North                             |
| Gainsborough Trinity | Gainsborough   | 13º posto in Conference League North                            |
| Gloucester City      | Gloucester     | 3º posto in Southern Football League Premier Division, promosso |
| Ilkeston Town        | Ilkeston       | 2º posto in Northern Premier League Premier Division, promosso  |
| Harrogate Town       | Harrogate      | 9º posto in Conference League North                             |
| Hinckley United      | Hinckley       | 10º posto in Conference League North                            |
| Hyde United          | Hyde           | 20º posto in Conference League North                            |
| Northwich Victoria   | Northwich      | 22º posto in Conference League Premier, retrocesso              |
| Redditch United      | Redditch       | 14º posto in Conference League North                            |
| Southport            | Southport      | 5º posto in Conference League North                             |
| Stafford Rangers     | Stafford       | 18º posto in Conference League North                            |
| Stalybridge Celtic   | Stalybridge    | 6º posto in Conference League North                             |
| Solihull Moors       | Solihull       | 16º posto in Conference League North                            |
| Vauxhall Motors      | Ellesmere Port | 11º posto in Conference League North                            |
| Workington           | Workington     | 12º posto in Conference League North                            |

## Classifica finale
|  | Pos. | Squadra                  | Pt | G  | V  | N  | P  | GF | GS | DR  |
|  | ---- | ------------------------ | -- | -- | -- | -- | -- | -- | -- | --- |
|  | 1    | Southport                | 86 | 40 | 25 | 11 | 4  | 91 | 45 | +46 |
|  | 2    | Fleetwood Town           | 85 | 40 | 26 | 7  | 7  | 86 | 44 | +42 |
|  | 3    | Alfreton Town            | 74 | 40 | 21 | 11 | 8  | 77 | 45 | +32 |
|  | 4    | Workington               | 70 | 40 | 20 | 10 | 10 | 46 | 37 | +9  |
|  | 5    | Droylsden                | 64 | 40 | 18 | 10 | 12 | 82 | 62 | +20 |
|  | 6    | Corby Town               | 63 | 40 | 18 | 9  | 13 | 73 | 62 | +11 |
|  | 7    | Hinckley Utd             | 62 | 40 | 16 | 14 | 10 | 60 | 52 | +8  |
|  | 8    | Ilkeston Town            | 61 | 40 | 16 | 13 | 11 | 53 | 45 | +8  |
|  | 9    | Stalybridge Celtic       | 54 | 40 | 16 | 7  | 17 | 71 | 64 | +7  |
|  | 10   | Eastwood Town            | 51 | 40 | 15 | 9  | 16 | 50 | 55 | -5  |
|  | 11   | Telford Utd              | 48 | 40 | 14 | 9  | 17 | 52 | 55 | -3  |
|  | 12   | Northwich Victoria (-10) | 48 | 40 | 15 | 13 | 12 | 62 | 55 | +7  |
|  | 13   | Blyth Spartans           | 47 | 40 | 13 | 9  | 18 | 67 | 72 | -5  |
|  | 14   | Gainsborough Trinity     | 45 | 40 | 12 | 11 | 17 | 50 | 57 | -7  |
|  | 15   | Hyde                     | 44 | 40 | 11 | 12 | 17 | 45 | 72 | -27 |
|  | 16   | Stafford Rangers         | 42 | 40 | 10 | 14 | 16 | 59 | 70 | -11 |
|  | 17   | Solihull Moors           | 42 | 40 | 11 | 9  | 20 | 47 | 58 | -11 |
|  | 18   | Gloucester City          | 38 | 40 | 12 | 6  | 22 | 47 | 59 | -12 |
|  | 19   | Redditch Utd             | 47 | 40 | 10 | 8  | 22 | 49 | 83 | -34 |
|  | 20   | Vauxhall Motors          | 42 | 40 | 7  | 14 | 19 | 45 | 81 | -36 |
|  | 21   | Harrogate Town           | 36 | 40 | 8  | 6  | 26 | 41 | 80 | -39 |
|  | −    | Farsley Celtic (-10)     | −  | −  | −  | −  | −  | −  | −  | −   |

Legenda:
      Promosso in Conference League Premier 2010-2011.
  Ammesso ai play-off.
      Retrocesso in Northern Premier League Premier Division 2010-2011.
Regolamento:
Tre punti a vittoria, uno a pareggio, zero a sconfitta.
In caso di arrivo di due o più squadre a pari punti, la graduatoria viene stilata secondo i seguenti criteri:
- differenza reti
- maggior numero di gol segnati

Note:

Il Farsley Celtic è stato sciolto per fallimento ed escluso dal campionato il 12 marzo 2010.
Northwich Victoria retrocesso d'ufficio in Northern Premier League Premier Division per problemi finanziari.
Harrogate Town e Vauxhall Motors inizialmente retrocessi e successivamente riammessi in Conference League North 2010-2011.
Il Farsley Celtic ed il Northwich Victoria sono stati sanzionati con 10 punti di penalizzazione.

## Spareggi

### Play-off

#### Tabellone
|  | Semifinali | Semifinali               | Semifinali | Semifinali | Semifinali |  |  | Finale | Finale         | Finale |  |
|  |            |                          |            |            |            |  |  |        |                |        |  |
|  | 5          | Droylsden                | 2          | 1          | 3          |  |  |        |                |        |  |
|  | 2          | Fleetwood Town (4-3 dcr) | 0          | 3          | 3          |  |  | 5      | Fleetwood Town | 2      |  |
|  | 4          | Workington               | 0          | 1          | 1          |  |  | 4      | Alfreton Town  | 1      |  |
|  | 3          | Alfreton Town            | 1          | 3          | 4          |  |  |        |                |        |  |